# DMC Racing

## О команде
Британско-российская команда DMC Racing была создана в 2011-м на базе магазинов DMC Moto. В 2011-м DMC Racing выступала в британском первенстве Ducati 848 Challenge, где её цвета защищали россиянин Алексей Иванов и англичанин Робби Браун.
В сезоне-2012 DMC Racing c Алексеем Ивановым и Кевом Когланом выступила в FIM|Cup Superstock-1000, который проходит в рамках чемпионата мира World Superbike.
Помимо этого, DMC Racing приняла участие в нескольких этапах RSBK, чемпионата и кубка России по ШКМГ, уверенно завоевав первые места на подиуме, и показав явное превосходство перед соперниками.
В 2013 году команда носит название Kawasaki DMC Lorenzini Team и выступает в классе World Supersport чемпионата мира с двумя гонщиками: Кевом Когланом и Владимиром Ивановым. Постоянный пилот команды, Алексей Иванов, испытает себя в классе Superstok 600.
А гонщик Дмитрий Майоров при поддержке DMC Racing выступит в Чемпионате России по ШКМГ в классе STK-1000.
Команда принимает участие в национальном российском первенстве RSBK, являясь лидерами в классе Superbike и завоевывая призовые места в классах Superbike, Supersport и Superstock 1000.
В сезон 2014 года российская команда DMC Racing вступает с новым названием – «DMC Panavto-Yamaha» и обновленным парком мотоциклов.

## Руководители
- Иванов Владимир Викторович
- Глаголев Сергей Вячеславович

## Пилоты

### Иванов Владимир Анатольевич (гонщик World Supersport)
- 2003 г. Победитель Чемпионата России в классе СуперСпорт и Победитель Кубка Стран Восточной Европы в классе СуперСпорт
- 2004 г. Победитель Чемпионата России в классе СуперСпорт
- 2005 г. Призёр Открытого Чемпионата Германии
- 2006 г. Участник Чемпионата Мира в классе СуперСпорт и Призёр Открытого Чемпионата Германии в классе СуперСпорт
- 2007 г. Участник Чемпионата Мира в классе СуперСпорт и Призёр Открытого Чемпионата Германии в классе СуперСпорт
- 2008 г. Серебряный призёр Открытого Чемпионата Германии
- 2010 г. Участник мирового чемпионата Гран При в классе Мото2
- 2011 г. Участник Чемпионата Мира в классе СуперСпорт
- 2012 г. Чемпион России по ШКМГ в классе Superbike

### Kev Coghlan  (гонщик World Supersport)
- 2005 г. класс 125сс в BSB
- 2007-2009 гг. класс Supersport в CEV Buckler
- 2010-2011 гг. классы Moto2 в MotoGP, Moto2 в CEV Buckler и Supersport в BSB
- 2012 г. пилот DMC Racing в Superstock 1000 FIM CUP
- 2013 г. пилот DMC Racing в World Supersport (9 место в WSS по итогам сезона.)
- 2014 г. пилот Dmc Racing в  World Supersport

### Иванов Алексей Владимирович (гонщик World Supersport)
- 2008 г. класс 125сс чемпионата России по ШКМГ
- 2010-2011 гг. класс Moto2 чемпионата Испании CEV Buckler, а также кубок Ducati 848 Challenge
- 2012 г. постоянный гонщик DMC Racing в Superstock 1000 FIM CUP и RSBK, чемпионате и Кубке России по ШКМГ
- 2013 г. пилот DMC Racing в World Supersport
- 2014 г. пилот DMC Racing в World Supersport